# تطبيق ويب تقدمي
تطبيق الويب التقدمي (بالإنجليزية: Progressive web application)‏ ويشار إليه اختصارًا بـ (PWA) هو أحد أنواع التطبيقات التي تعمل عبر الويب مع قابليتها للتثبيت، وتكون هذه التطبيقات مبنية باستخدام تقنيات الويب بما في ذلك جافاسكربت وHTML وكذلك CSS، بهدف صنع تطبيق يعمل على مختلف الأنظمة التي تتضمن متصفحات تُطابق المعايير، بما في ذلك أجهزة سطح المكتب وكذلك الهواتف الذكية.
وبما أن تطبيقات الويب التقدمية في حقيقة تعد مجرد صفحات ويب، أو موقع إلكتروني، وتندرج وتعرف تحت مظلة مصطلح تطبيقات الويب، فذلك يعني أنها لا تتطلب القيام بتثبيتها على الجهاز بشكل فعلي كباقي التطبيقات العادية. يجب على مطوريّ الويب فقط نشر تطبيقهم على الويب، وبمجرد التأكد من أن تطبيق الويب يُلبي "متطلبات التثبيت الأساسية"، عندها سيكون بمقدور المستخدمين إضافة التطبيق على شاشة الجهاز الرئيسية وقائمة التطبيقات، ليصبح مثابة تطبيق قابل للتشغيل وسيقوم المتصفح بتشغيله فيما يشبه الـ WebView بحيث لا يظهر أنها صفحة ويب داخل متصفح .

## المُميزات
تتميز تطبيقات الويب التقدمية عن غيرها من صفحات الويب بـ:
- قابليتها للإضافة إلى الشاشة الرئيسية وتثبيتها كالتطبيقات العادية.[2]
- تعمل على مُختلف الأنظمة وتدعم كل من الهواتف الذكية كهواتف أندرويد وآي أو إس، وكذلك أنظمة أجهزة الكمبيوتر المختلفة كـ ماك أو إس وويندوز.
- بإمكانها عرض الإشعارات.[2]
- بإمكانها العمل دون الحاجة إلى اتصال بالإنترنت.[2]
- بإمكانها الوصول إلى بعض واجهة برمجة تطبيقات النظام التي يُتيحها المتصفح، كالوصول للكاميرا، والحافظة (clipboard).[2]
- تعمل كتطبيق منفصل ولا يظهر أنها داخل المتصفح.

## دعم المتصفحات
| المتصفح                            | الدعم  | الدعم | الدعم     | الدعم   | الدعم           | ملاحظات                                                 |
| المتصفح                            | ويندوز | لينكس | ماك أو إس | أندرويد | آي أو إس        | ملاحظات                                                 |
| المتصفحات المبنية على نواة كروميوم | نعم    | نعم   | نعم       | نعم     | لا              | تتضمن جوجل كروم، مايكروسوفت إيدج، بريف، أوبرا, و غيرها. |
| فايرفوكس                           | لا     | لا    | لا        | جُزئيٌّ    | لا              |                                                         |
| سفاري                              | —      | —     | نعم       | —       | نعم (iOS 11.3 ) |                                                         |

## المُتطلبات
لجعل موقع ما، أو تطبيق الويب يعمل كتطبيق ويب تقدمي (PWA) هناك بعض المتطلبات التي يجب على الموقع أن يأخذ بها حتى يتعرف المتصفح أن الصفحة بمقدورها أن تكون تطبيق ويب تقدمي ويتضمن ذلك:
- أن تستخدم صفحة الويب بروتوكول HTTPS (برتوكول نقل النص التشعبي الأمن).[4]
- إضافة ملف manifest[5] إلى الصفحة، والذي يحوي اسم التطبيق، وكذلك الأيقونة، وبعض الإعدادات والمعلومات الأخرى، ومن ثم الإشارة إلى الملف، في الصفحة عن طريق وسم[6] link: <link rel="manifest" href="manifest.json">
- أن تستخدم الصفحة Service workers.[2]